# Метеу (Долж)
Метеу (рум. Meteu) насеље је у Румунији у округу Долж у општини Брадешти. Oпштина се налази на надморској висини од 178 m.

## Становништво
Према подацима из 2002. године у насељу је живело 84 становника, од којих су сви румунске националности.